# Torre Monreal

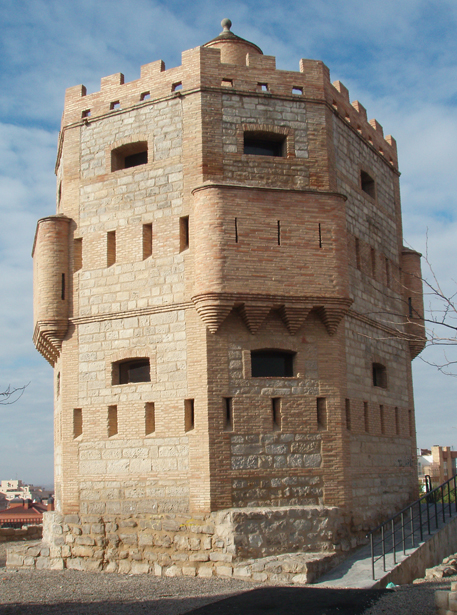
La Torre Monreal de Tudela; se observa la base rectangular de la torre original de probablemente el

La Torre Monreal es una torre, tradicionalmente considerada de origen árabe, situada en un cerro al sudoeste de la ciudad de Tudela (Navarra), junto al barrio de Lourdes. Según las excavaciones arqueológicas llevadas en su contorno y en el interior (aljibe, que es lo único que queda de su época original) pertenecería a una atalaya de vigilancia para poder controlar la posible llegada de enemigos por esa zona. Es la única atalaya de Tudela que ha llegado hasta nuestros días. Se alza sobre un cerro que domina la ciudad en el sentido opuesto al del Cerro de Santa Bárbara, donde se situaba la Alcazaba o Castillo de Tudela. Antiguamente, este cerro debió conocerse como Monte del Rey o Monte Real (Mont Real), del que deriva su nombre.

## Descripción general
Su construcción primitiva era de planta rectangular, midiendo sus lados 9,85 y 8,20 m. Se dividía en varias plantas, reservando la más inferior para aljibe. Este aljibe, sobre el que está construida la actual torre de ladrillo de estilo mudéjar, es lo único que ha llegado en buen estado hasta nuestros días. 
A los pies del cerro donde está asentada la torre, en la Cuesta de Horca, se han encontrado unos metros lineales de cimentación en piedra de sillería, con un metro de anchura y en dirección hacia la torre, teniendo trazas de ser restos de alguna muralla o muro.
Su aspecto actual es de finales del siglo XIX, una construcción octogonal de tres cuerpos, en ladrillo las dos últimas y remate almenado. Su cerro está hoy en día poblado por pinares y es uno de los parques de la ciudad. A pocos metros se encuentra el Monumento del Sagrado Corazón de María.

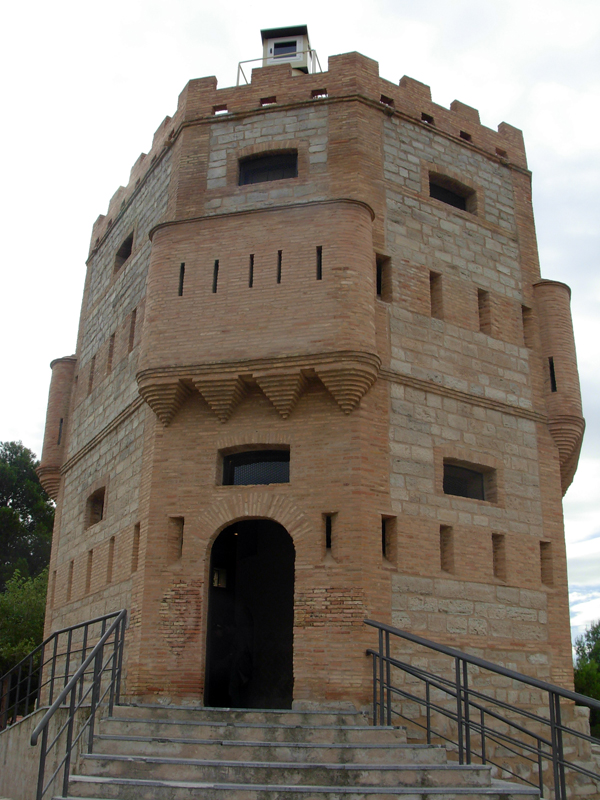
Puerta actual de La Torre Monreal; en el tejado se observa el "periscopio".

## Historia y cronología de construcción
Probablemente data de cuando Amrùs amuralló Tudela en el año 802, ya que es razonable pensar que al fortificar Tudela hiciera una atalaya al otro lado del río Queiles. No obstante, no existe noticia escrita de ella hasta el siglo XIII, por lo que algunos autores consideran que en origen es de época cristiana. Las excavaciones realizadas en 1984-1985 parecen avalar esta última hipótesis, ya que en ellas no se pudo identificar cerámica de la etapa musulmana; por el contrario, la mayor parte de la cerámica encontrada en estas y posteriores excavaciones data de los siglos XII y XIII. Es probable que de existir en época árabe, ya no quede resto arqueológico alguno de aquella primitiva atalaya. En el siglo XIII es citada como Torre del Mont Real, Monte Real, Montis Regalis Tutele, o Turris Monte Regalis.
En 1343 se repararon los adarves y almenas de la torre, ya que fueron derruidas en las graves tempestades e inundaciones acaecidas en años precedentes. Consta que en 1379 se construyeron "dos" atalayas en la Torre Monreal. Tras la conquista castellana del Reino de Navarra a principios del siglo XVI y el desmantelamiento de las murallas y defensas de Tudela (sobre todo a partir de 1521), la Torre Monreal perdió su carácter defensivo quedando habilitada para otros fines.
La Torre Monreal ha sido reconstruida posteriormente en diversas ocasiones. Sirvió de fortaleza a los franceses tras la invasión de España y Navarra, y fue demolida por Espoz y Mina en 1813, al terminar la Guerra de Independencia. Se reconstruyó en 1883, para la defensa de la ciudad durante las Guerras Carlistas. La actual construcción octogonal de ladrillo es, por tanto, de época carlista, restaurándose posteriormente en varias ocasiones, como en 1962.
En la última reforma (2007), se ha preparado para que sea una especie de centro de interpretación de la zona, ya que dispone de paneles explicativos de las diferentes culturas que han pasado por Tudela, y de un dispositivo a modo de visor - periscopio, que gira en el tejado 360 grados y que recoge la imagen de la zona que la rodea reflejándose en una cámara oscura en el interior de la torre.